# Citroën C-Elysée
Citroën C-Elysée je malý rodinný sedan původně vyráběný pro čínský domácí trh firmou Dongfeng Peugeot-Citroën Automobile, což je společný podnik francouzské skupiny PSA (Peugeot – Citroën) a čínského výrobce Dongfeng Motor. Výroba byla zahájena v červnu 2002, na evropský trh byla uvedena až druhá generace představená v roce 2013. 

## První generace (2002–2013)

### Design
C-Elysée byl navržen v Číně a je odvozen od Citroën ZX, s mnoha částmi (včetně přístrojové desky) převzatými z Citroën Xsara a Citroën Saxo, který v roce 2008 prošel faceliftem.   

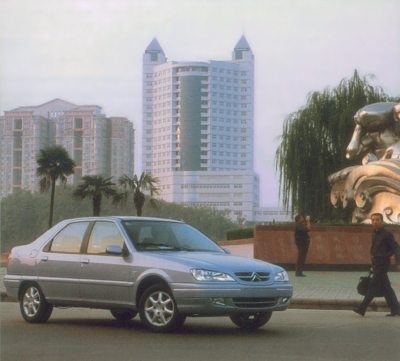
Propagační obrázek
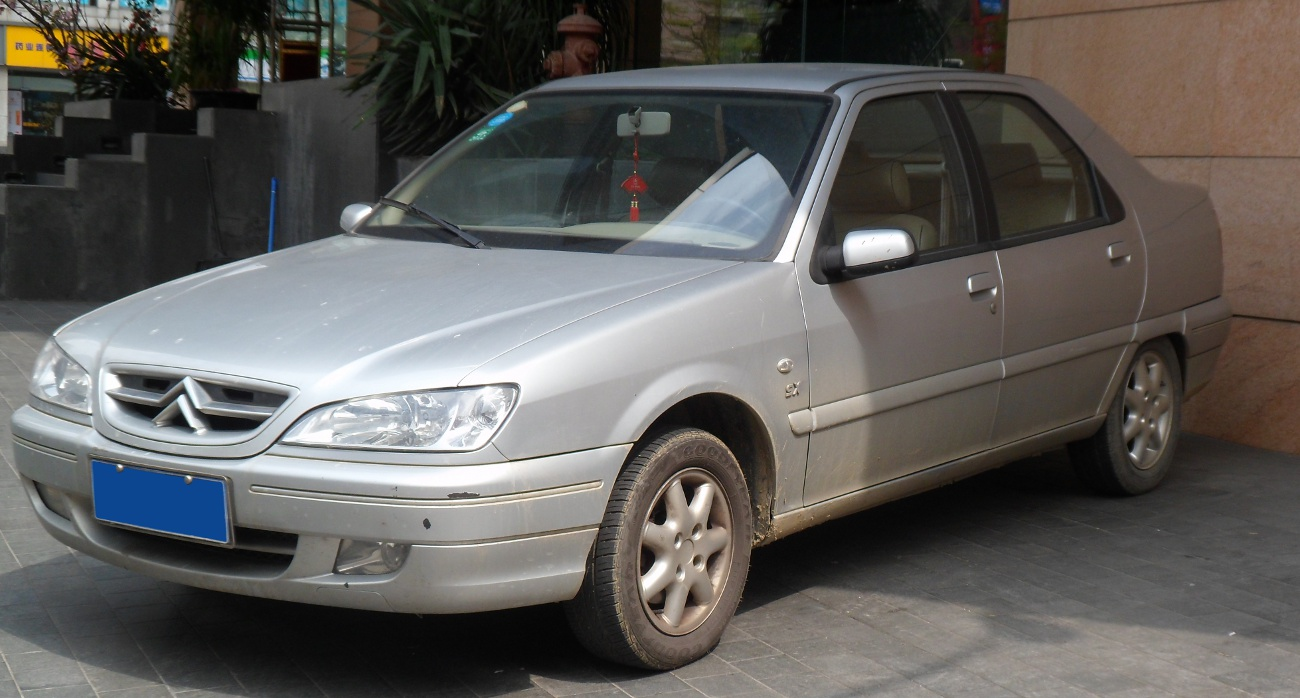
Citroën C-Elysée (2002–2008)
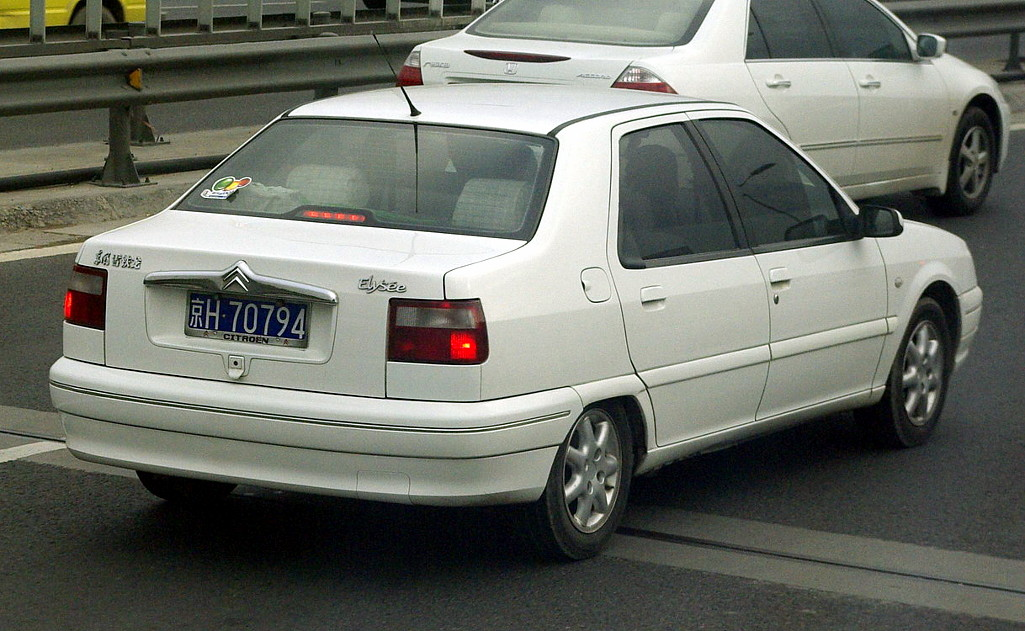
Citroën C-Elysée zezadu (2002–2008)
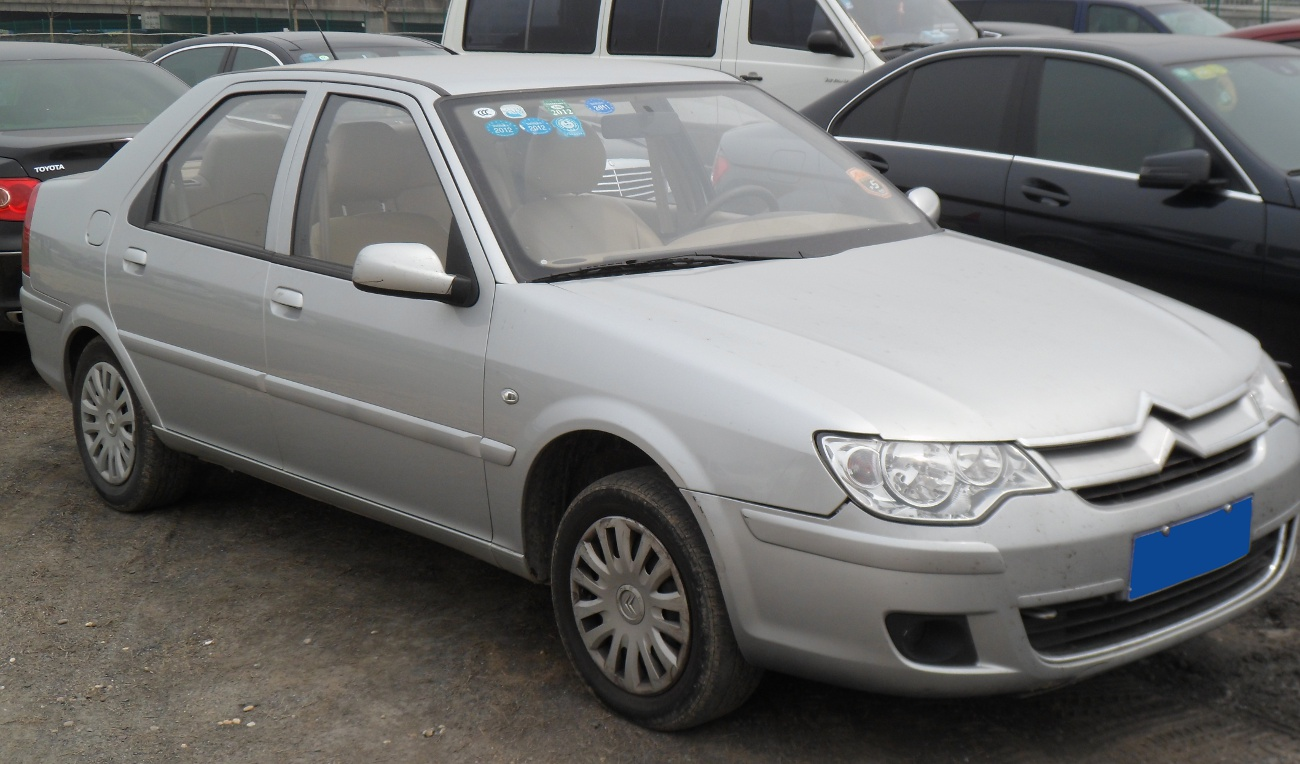
Citroën C-Elysée (2008–2010)
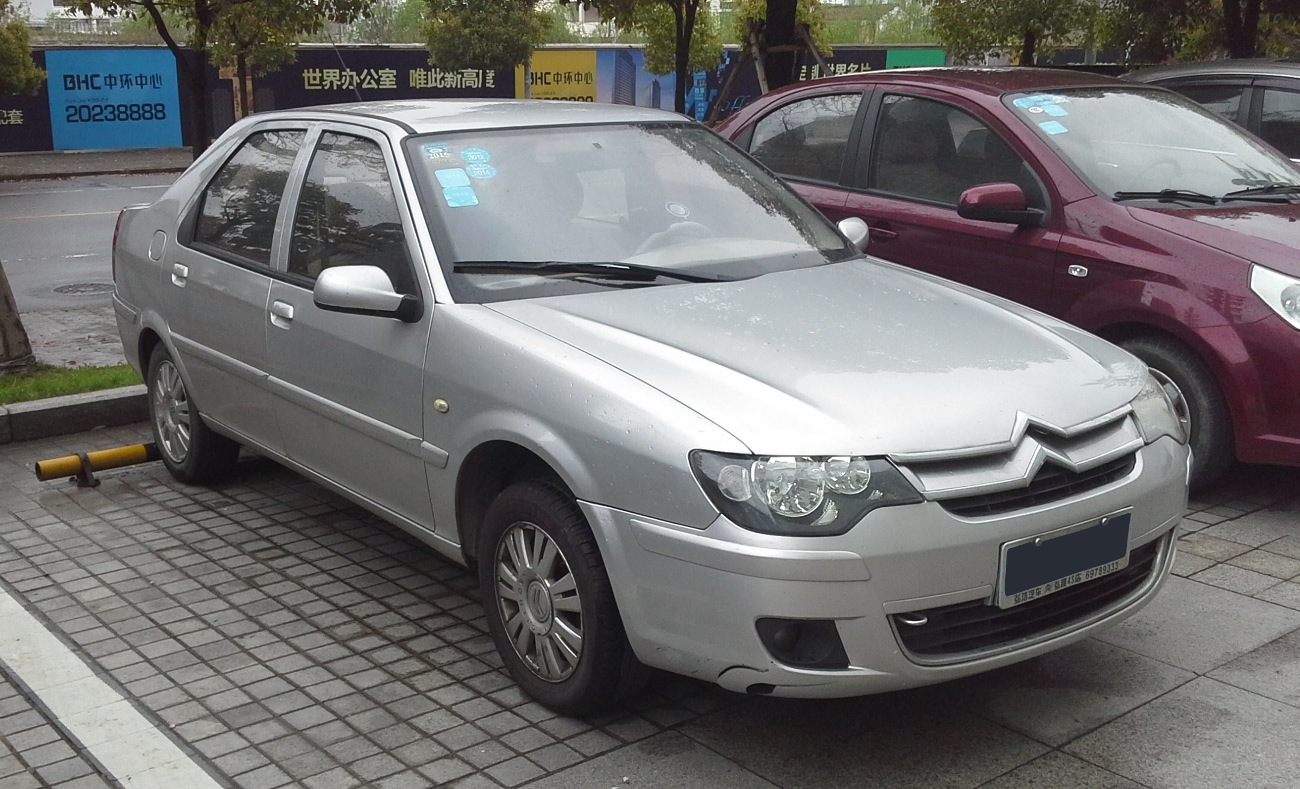
Citroën C-Elysée (2011–2013)
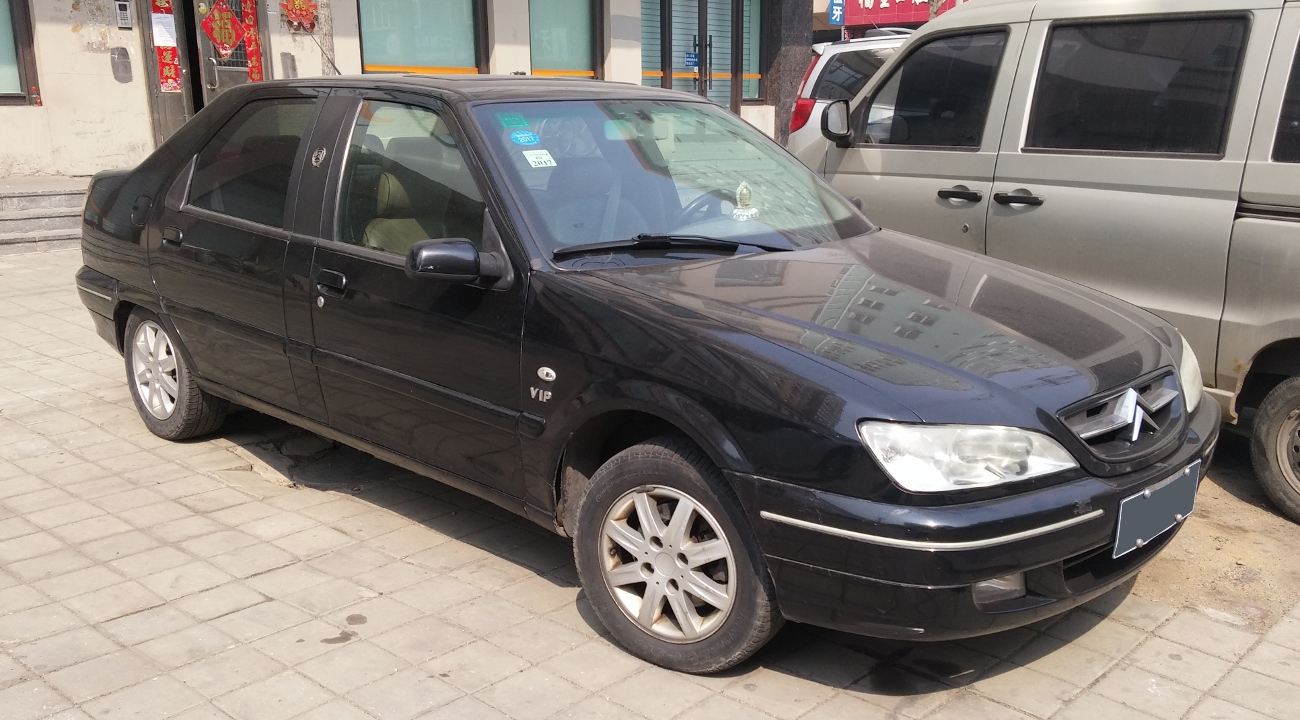
Citroën C-Elysée VIP (2005–2010)
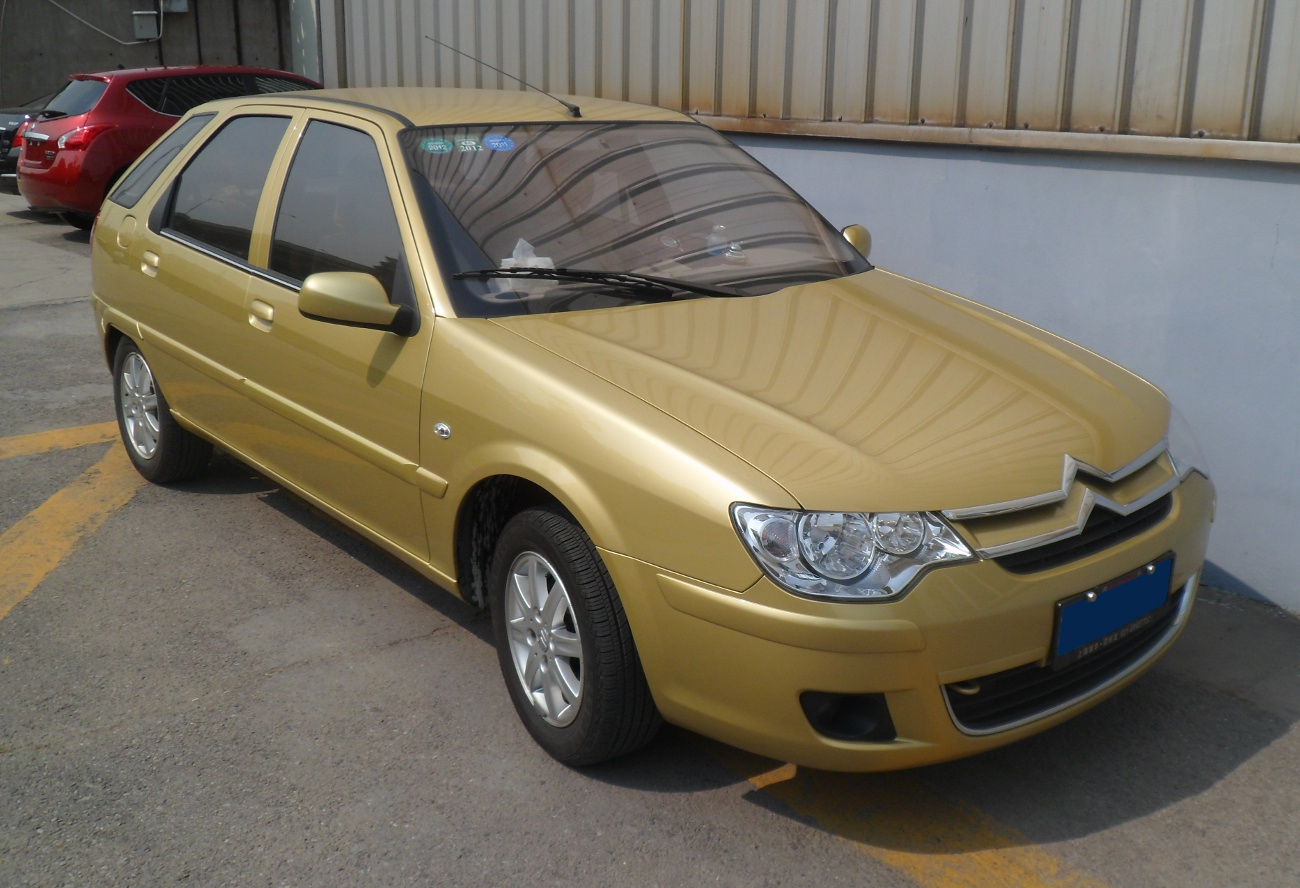
Citroën C-Elysée (zpředu)
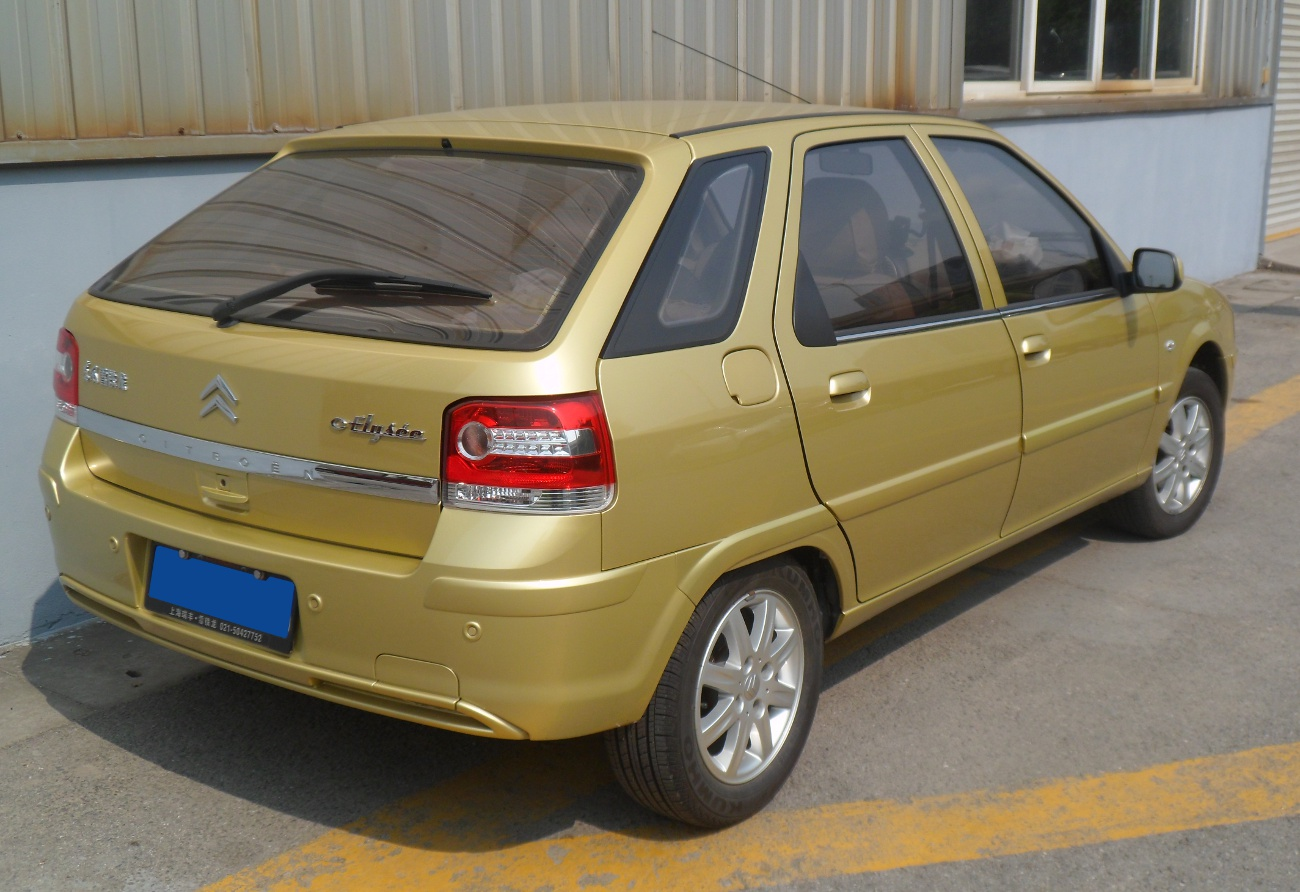
Citroën C-Elysée (zezadu)

## Druhá generace (2013–dosud)

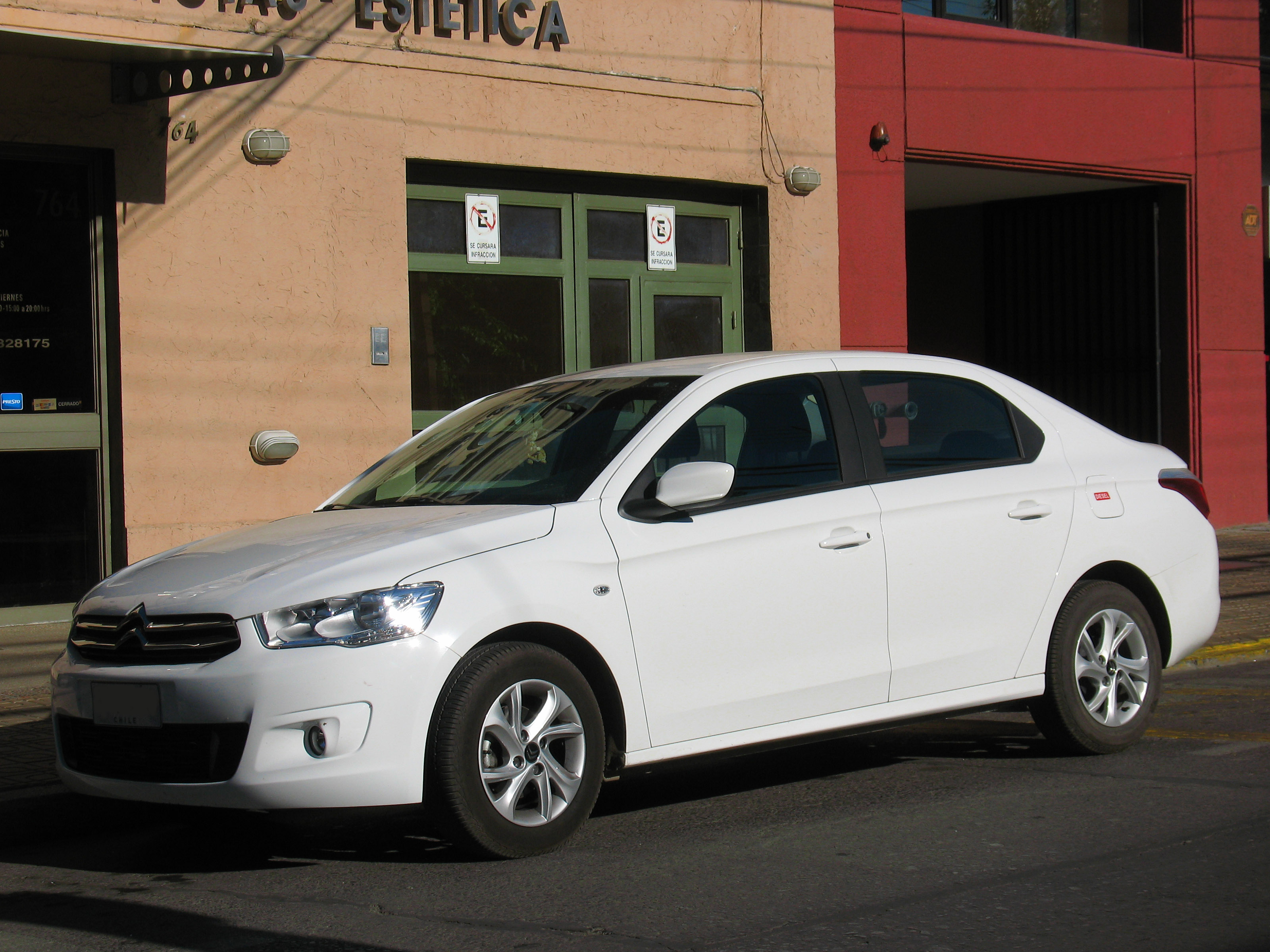
Citroën C-Elysée v Chile

Druhá generace určená pro trh v Evropě, severní Africe a přední Asii se vyrábí ve španělském městě Vigo spolu s automobilem Peugeot 301 od roku 2013.  

### 2017 facelift

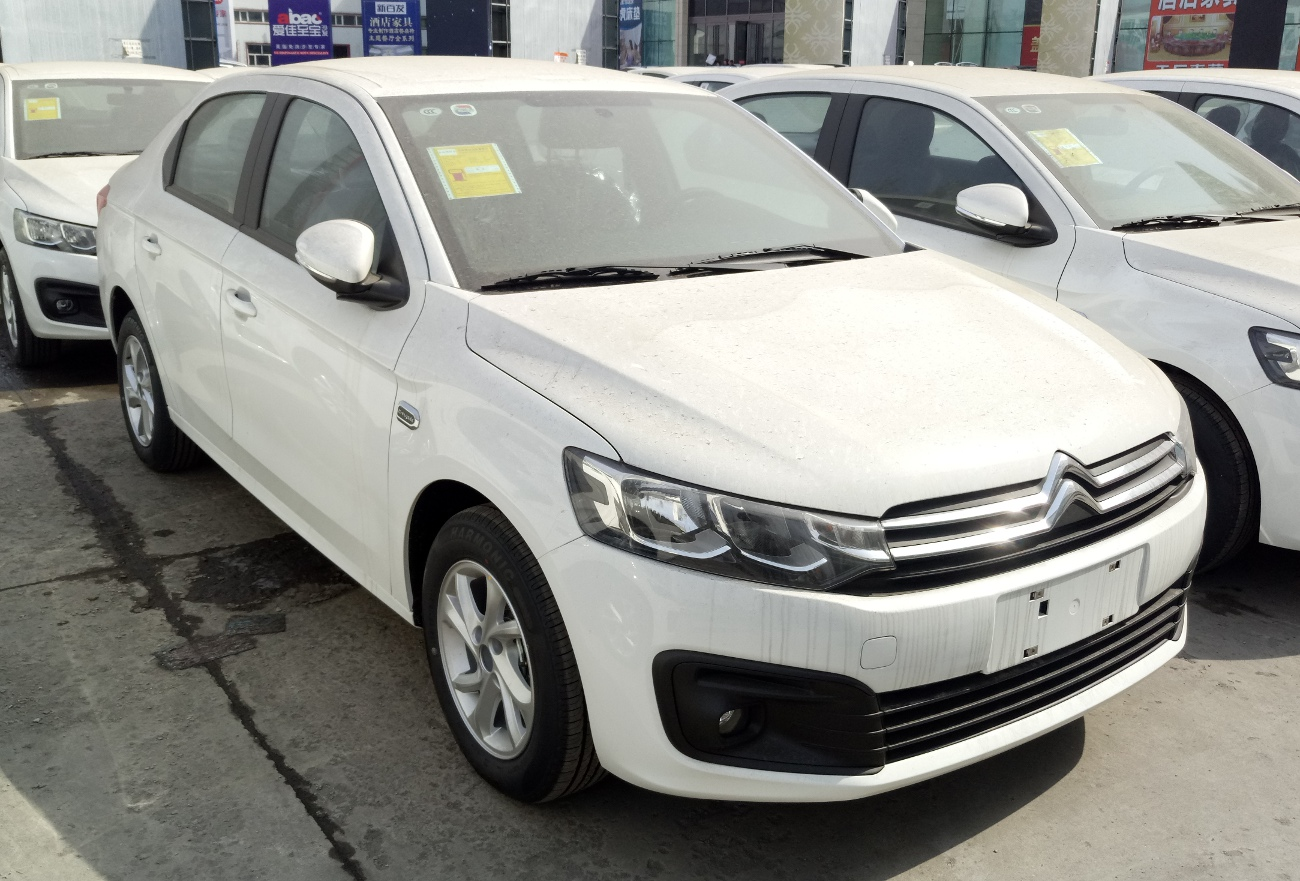
Citroën C-Elysée facelift

Facelift byl představen na konci roku 2016 a prodej začal ve druhém čtvrtletí roku 2017. Hlavními změnami byly přední LED světla, zadní světla s novým 3D efektem a 7'' multimediální dotykový displej s funkcí Mirror Screen (kompatibilní s Android Auto, Apple CarPlay). 

### Motorizace
- 1.2 VTi 72 – zážehový tříválcový motor o výkonu 53 kW (72 k)
- 1.2 PureTech 82 – zážehový tříválcový motor o výkonu 61 kW (82 k)
- 1.6 VTi 115 – zážehový čtyřválcový motor o výkonu 85 kW (115 k)
- 1.5 BlueHDi 100 S&S – vznětový čtyřválcový motor o výkonu 75 kW (100 k)

|                           | 1.5 BlueHDi 100         | 1.6 HDi 92              | 1.6 BlueHDi 100         | 1.2 VTi 72              | 1.2 VTi 72              | 1.2 VTi 82              | 1.2 VTi 82              | 1.6 VTi 115             | 1.6 VTi 115             | 1.6 VTi 115             |
| ------------------------- | ----------------------- | ----------------------- | ----------------------- | ----------------------- | ----------------------- | ----------------------- | ----------------------- | ----------------------- | ----------------------- | ----------------------- |
| motor                     | R4                      | R4                      | R4                      | R3 (type EB)            | R3 (type EB)            | R3 (type EB)            | R3 (type EB)            | R4 (type EP)            | R4 (type EP)            | R4 (type EP)            |
| zdvihový objem (cm3)      | 1499                    | 1560                    | 1560                    | 1199                    | 1199                    | 1199                    | 1199                    | 1597                    | 1597                    | 1597                    |
| maximální výkon: k @ rpm  | 99 k při 3 500 ot/min   | 92 k při 4 000 ot/min   | 99 k při 3 750 ot/min   | 72 k při 5 500 ot/min   | 72 k při 5 500 ot/min   | 82 k při 5 750 ot/min   | 82 k při 5 750 ot/min   | 115 k při 6 050 ot/min  | 115 k při 6 050 ot/min  | 115 k při 6 050 ot/min  |
| maximální točivý moment   | 250 Nm při 1 750 ot/min | 230 Nm při 1 750 ot/min | 254 Nm při 1 750 ot/min | 110 Nm při 3 000 ot/min | 110 Nm při 3 000 ot/min | 118 Nm při 2 750 ot/min | 118 Nm při 2 750 ot/min | 150 Nm při 4 000 ot/min | 150 Nm při 4 000 ot/min | 150 Nm při 4 000 ot/min |
| převodovka                | BVM6                    | BVM5                    | BVM5                    | BVM5                    | BMP5                    | BVM5                    | ETG5                    | BVM5                    | BVA4                    | BVA6                    |
| maximální rychlost (km/h) | 190                     | 180                     | 183                     | 160                     | 160                     | 169                     | 169                     | 188                     | 188                     | 188                     |
| zrychlení 0–100 km/h (s)  | 10,1                    | 11,2                    | 10,8                    | 14,2                    | 16,3                    | 12,9                    | 17                      | 11,8 à 9,4              | 10,8 à 10,3             | 11,1                    |
| spotřeba (l/100 km)       | 3,9                     | 4,1                     | 3,9                     | 5,3                     | 5,1                     | 4,3                     | 4,4                     | 6,5 à 6,4               | 7,3 à 7,1               | 6,6 à 6,8               |
| emise CO2 (g/km)          | 103                     | 108                     | 98                      | 124                     | 116                     | 99                      | 103                     | 151 à 148               | 168 à 164               | 151 à 167               |